# José Pastene
José Félix Pastenes Salinas (Limáhuida, 10 de julio de 1915-Viña del Mar, 16 de julio de 1993), conocido como José Pastene, fue un futbolista chileno que se desempeñaba como mediocampista. Con Colo-Colo logró el campeonato invicto de 1941, en donde se convirtió en jugador clave de la revolución táctica del entrenador Francisco Platko, al ser el primer jugador que ocupó el puesto de «half policía».

## Trayectoria
Sus inicios en el fútbol fueron en las infantiles del Carmelo y Praga de Viña del Mar. En 1936 llegó a Santiago Wanderers de Valparaíso, gracias a que el delantero Raúl Toro lo vio jugar el año previo en Carmelo y Praga, y le dijo a los dirigentes que debían ficharlo de inmediato. Fue figura con Wanderers en las temporadas de 1936 y 1937. En este último año, Wanderers fue invitado a participar del campeonato nacional, donde fue visto por dirigentes de Colo-Colo, quienes lo contrataron.
En el cuadro albo ocupó el puesto de centro half, y, al cabo de algunas temporadas, se afirmó en la titularidad. En 1941 llegó su consagración definitiva cuando fue clave en el título nacional que Colo-Colo consiguió de forma invicta. Ese año, el entrenador húngaro Francisco Platko introdujo en Chile la noción del «half policía», que consistía en bajar a uno de los mediocampistas para llevarlo entre los zagueros, para marcar y neutralizar al delantero central del equipo rival. Esta táctica se estrenó en un amistoso contra Badminton en el Estadio de Carabineros, que terminó con resultado de 6-1 a favor de los albos, cuando Platko ubicó a José Pastene entre los defensas Santiago Salfate y Eduardo Camus. La irrupción de este nuevo puesto significó el comienzo de una revolución táctica que logró un cambio fundamental en el fútbol chileno.
En 1946 llegó a Everton, donde termina de forma prematura su carrera futbolística en 1948, debido a problemas personales y a la pérdida de sus hijas.

## Selección nacional
Con la selección chilena participó en los Campeonatos Sudamericanos de 1941, 1942 y 1945.

### Participaciones en Campeonatos Sudamericanos
| Sudamericano                 | Sede    | Resultado    | PJ | G |
| ---------------------------- | ------- | ------------ | -- | - |
| Campeonato Sudamericano 1941 | Chile   | Tercer lugar | 2  | 0 |
| Campeonato Sudamericano 1942 | Uruguay | Sexto puesto | 6  | 0 |
| Campeonato Sudamericano 1945 | Chile   | Tercer lugar | 5  | 0 |

## Clubes
| Club               | País  | Año       |
| ------------------ | ----- | --------- |
| Santiago Wanderers | Chile | 1933      |
| Carmelo y Praga    | Chile | 1934-1935 |
| Santiago Wanderers | Chile | 1936-1937 |
| Colo-Colo          | Chile | 1938-1945 |
| Everton            | Chile | 1946-1948 |

## Palmarés

### Campeonatos nacionales
| Título                  | Club      | País  | Año  |
| ----------------------- | --------- | ----- | ---- |
| Campeonato de Apertura  | Colo-Colo | Chile | 1938 |
| Primera División        | Colo-Colo | Chile | 1939 |
| Campeonato de Apertura  | Colo-Colo | Chile | 1940 |
| Primera División        | Colo-Colo | Chile | 1941 |
| Primera División        | Colo-Colo | Chile | 1944 |
| Campeonato de Campeones | Colo-Colo | Chile | 1945 |